# Hem ljuva hem (film)
Hem ljuva hem är en svensk dramafilm från 2001. För manus och regi står Dan Ying. Filmen handlar om Kent, spelad av Michael Nyqvist, som misshandlar sin fru Sara, spelad av Kristina Törnqvist och deras gemensamma son Stefan, spelad av Anastasios Soulis. En dag sker en olycka som helt ändrar perspektiven och familjesituationen.
Filmen hade biopremiär 9 mars 2001 i Sverige och är tillåten från 15 år.

## Rollista
- Michael Nyqvist - Kent
- Kristina Törnqvist - Sara
- Anastasios Soulis - Stefan
- Alexandra Rapaport - Eva
- Mats Blomgren - Daniel
- Lars Väringer - Tommy
- Anna Bjelkerud - Elisabeth
- Anna Eidem - Gunilla
- Frederik Nilsson - Fredrik Odhage
- Katarina Weidhagen - Linda
- Michalis Koutsogiannakis - Saras läkare
- Cecilia Nilsson - Sonja
- Viveka Enander - Margareta
- Tone Helly-Hansen - personal på kvinnojouren
- Peter Ojala - Kjell
- Eric Voge - fotbollstränaren
- Jonas Mosesson - Pontus
- Maria Loheden - sjukgymnast
- Jeanette Soprani - sjukgymnast
- Anita Hansson - sjuksköterska
- Tommy Sundberg - Busschaufför